# Fejemaskine
Fejemaskine er en lastbil som benyttes til at fjerne snavs og skrot fra veje og åbne pladser. Det som kostene på fejeaggregatet samler sammen bliver suget ind i en opsamlingstank.
Der findes forskellige typer, både selvkørende maskiner og fejeaggregat monteret på traktorer og lastebiler. Når en lastbil er ombygget til fejemaskine bliver den ofte kaldt for fejebil.

Fejebiler bliver ofte benyttet sammen med spulebiler. 
- Hako selvkørende fejemaskine.
- Frontmonterede koste på selvkørende fejemaskine.
- Skoda fejebil.
- MAN fejebil.
- Mercedes-Benz fejebil.
- Mitsubishi fejebil.
- Fejeaggregat på en fejebil.
- Her ser en lidt mere af fejeaggregatet.
- Minitraktor med kost.
- En historisk hestetrukken fejemaskine.